# آيت تامنت (سيدي عبد الله أو سعيد)
آيت تامنت (بالأمازيغية: ⴰⵢⵜ ⵜⴰⵎⵎⴻⵏⵜ) هي إحدى مشيخات المملكة المغربية، تتبع جغرافيا لإقليم تارودانت وإداريًا لسيدي عبد الله أو سعيد. يقدر عدد سكانها بـ 3463 نسمة حسب الإحصاء الرسمي للسكان والسكنى لسنة 2014.